# Hydria andalusica
Hydria andalusica is een vlinder uit de familie spanners (Geometridae). De wetenschappelijke naam is voor het eerst geldig gepubliceerd in 1912 door Ribbe.
De soort komt voor in Europa.